# Дельта Наугольника
Дельта Наугольника (лат. δ Normae) — звёздная система в созвездии Наугольника. Видна невооружённым глазом, обладает видимой звёздной величиной 4,74. На основе измерения годичного параллакса, равного  26,66 мсд, получена оценка расстояния до звезды — 122 световых года.
Поскольку оказалось, что собственное движение звезды со временем меняется, то звезда может быть астрометрической двойной. Видимый компонент является Am-звездой, то есть показывает спектр металличной звезды спектрального класса A с пекулярным химическим составом. Спектральный класс kA3hA7mF0 III: показывает, что это звезда-гигант на поздней стадии эволюции с K-линией кальция, присущей звёздам класса A3, с линиями водорода звёзд класса A7 и линиями металлов как в звёздах класса F0. Магнитное поле достигает величины 169,73±151,7·10-4 Т.
Дельта Наугольника обладает массой 1,75 массы Солнца и радиусом 2 радиуса Солнца. Возраст оценивается в 63 миллиона лет. Как и у других Am-звёзд, скорость вращения относительно невелика, проекция скорости вращения составляет всего 7 км/с. Светимость составляет 13,4 светимостей Солнца, а эффективная температура фотосферы составляет 7691 K.